# Późny okres dzieciństwa
Późny okres dzieciństwa (okres szkolny) – (dziewczęta 7-10, chłopcy 7-12 lat), w okresie wczesnoszkolnym, w miejsce zabawy wchodzi stopniowo nauka. Następuje szybki rozwój mowy, pamięci, która staje się trwała. Kształtuje się umiejętność myślenia logiczno - abstrakcyjnego i rozwija się wiedza o świecie. W tym okresie dziecko staje się częścią grupy formalnej, jaką jest szkolna klasa. Pod wpływem rówieśników, rodziców, nauczycieli przedszkola i nauczania początkowego następuje socjalizacja. Dziecko uczy się uczestnictwa w życiu zbiorowym i przygotowuje się do samodzielnego odgrywania ról społecznych, oraz rozmaitych zabaw i gier wspomagający rozwój dziecka. Następuje wymiana zębów mlecznych na stałe. Okres ten niesie ze sobą wiele nowych zadań i zmian rozwojowych, które dziecko musi zrealizować, aby poradzić sobie z oczekiwaniami nauczycieli oraz rodziców.